# Gdańska Galeria Fotografii
Gdańska Galeria Fotografii – placówka funkcjonująca w ramach Oddziału Sztuki Nowoczesnej Muzeum Narodowego w Gdańsku, z siedzibą w gdańskim Śródmieściu.

## Historia
Galeria mieściła się na rogu ul. Grobla I i ul. św. Ducha, w pobliżu Kaplicy Królewskiej i Bazyliki Mariackiej Wniebowzięcia NMP. Powstała w 1977 roku, jako Galeria „G.N.” Związku Artystów Plastyków w Gdańsku. W 1982 roku zmieniła nazwę na Gdańska Galeria Fotografii ZPAF Okręgu Pomorskiego; od 1995 roku weszła w skład Muzeum Narodowego w Gdańsku jako Dział Fotografii. Gromadzi zbiory fotografii dawnych jak i współczesnych, z terenów Pomorza (szczególnie Gdańska) oraz z Kresów. Od 1990 roku do 2008 roku była prowadzona przez Stefana Figlarowicza.
Przygotowywała wystawy artystyczne i o tematyce historycznej. Od 2009 roku, w programie Galerii kierowanej przez Małgorzatę Taraszkiewicz-Zwolicką, preferowane są najnowsze zjawiska w fotografii polskiej i zagranicznej, w tym sztuka feministyczna, eksperyment, aktywizm społeczny. 
Na początku 2015 roku Galeria została przeniesiona (z ul. Grobla I 8/11) do Zielonej Bramy (ul. Długi Targ 24), w której mieści się oddział Muzeum Narodowego w Gdańsku Zielonej Bramy. Kolekcja fotografii obejmuje ponad 12 000 obiektów w tym albumy fotograficzne, negatywy na szkle, autochromy, fotografie na papierze, diapozytywy na szkle i celuloidzie, obiekty fotograficzne, filmy video i inne. 
Od 2024 mieści się na ul. Stefana Jaracza 14. 